# Dick Garmaker
Richard Eugene Garmaker, dit Dick Garmaker (né le 29 octobre 1932 à Hibbing (Minnesota) et mort le 13 juin 2020[réf. nécessaire]), est un joueur américain professionnel de basket-ball de la NBA de 1955 à 1961.

## Carrière
Dick Garmaker est un arrière/ailier issu de l'université du Minnesota. Il fut élu « All-America » en 1955 avec Sihugo Green (Duquesne), Tom Gola (LaSalle), Bill Russell (San Francisco) et Dick Ricketts (Duquesne). Il fut sélectionné par les Lakers de Minneapolis à deux reprises (en 1954 et en 1955), rejoignant l'équipe en 1955. Lors de ses quatre saisons et demie avec les Lakers, Garmaker fit quatre apparitions au All-Star Game. Il connut sa meilleure saison en 1956-1957, où il termina au 10e rang des marqueurs de la ligue (16.3) et fut nommé dans la « All-NBA second team ». En 1960, il fut transféré aux Knicks de New York contre Ray Felix et un tour de draft.
Il prit sa retraite en 1961, avec un total de 5 597 points marqués en carrière.

## Décès
Dirck Garmaker décède le 13 juin 2020 à 87 ans.